# Villiers-en-Morvan
Villiers-en-Morvan ist eine französische Gemeinde mit 46 Einwohnern (Stand 1. Januar 2022) im Département Côte-d’Or in der Region Bourgogne-Franche-Comté. Sie gehört zum Arrondissement Beaune und zum Kanton Arnay-le-Duc. 
Sie grenzt im Norden an Brazey-en-Morvan, im Osten an Bard-le-Régulier, im Süden an Savilly, im Südwesten an Chissey-en-Morvan und im Nordwesten an Blanot.

## Bevölkerungsentwicklung
| Jahr                       | 1962 | 1968 | 1975 | 1982 | 1990 | 1999 | 2008 | 2016 |
| -------------------------- | ---- | ---- | ---- | ---- | ---- | ---- | ---- | ---- |
| Einwohner                  | 74   | 80   | 59   | 51   | 36   | 48   | 42   | 46   |
| Quellen: Cassini und INSEE |      |      |      |      |      |      |      |      |